# Arnt Simensen
Arnt Simensen (7 settembre 1899 – 10 gennaio 1947) è stato un calciatore norvegese, di ruolo portiere.

## Carriera

### Club
Simensen giocò con la maglia del Sarpsborg.

### Nazionale
Conta 7 presenze per la Norvegia. Esordì il 25 maggio 1921, nella vittoria per 3-2 contro la Finlandia.